# Estadio Beira-Rio
El Estadio José Pinheiro Borda, más conocido como Beira-Rio, es un estadio de fútbol brasileño ubicado en la ciudad de Porto Alegre, en la costa del río Guaiba, estado de Rio Grande do Sul. El equipo al que pertenece es el Internacional; su capacidad original fue de 62 500 espectadores, que quedó reducida a 50 128 espectadores luego de la remodelación para ser una de las sedes de la Copa Mundial de Fútbol de 2014.

## Historia

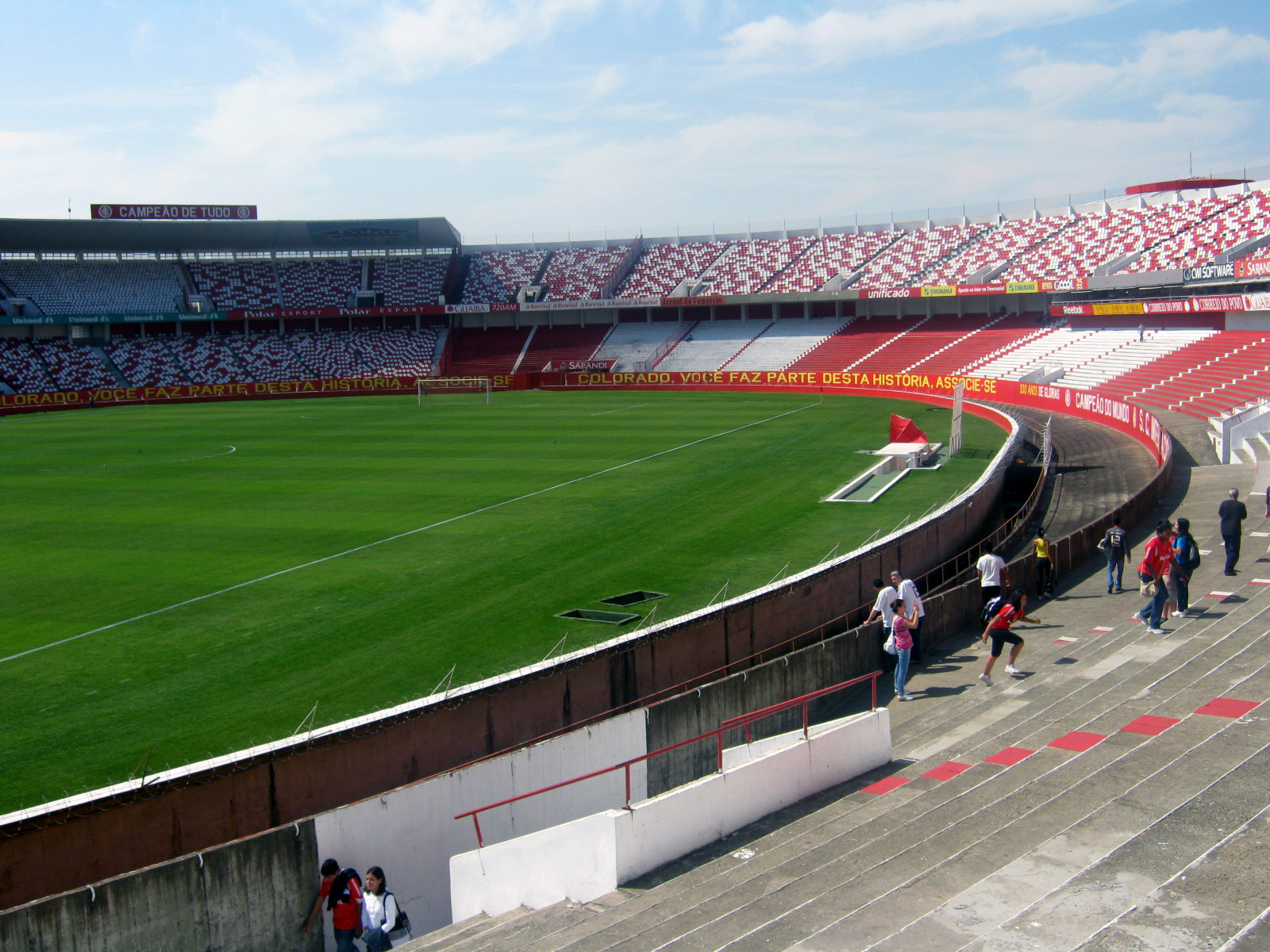
Aspecto del estadio en 2009, antes de su remodelación.

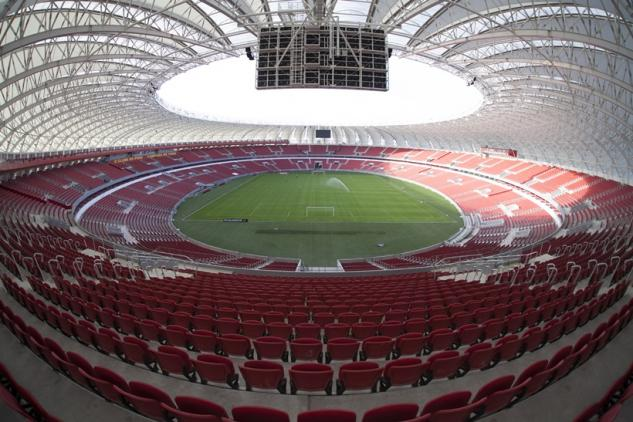
Vista interior del estadio.

### Construcción
El Beira-Rio fue construido en gran parte con la contribución de los hinchas, ellos traían ladrillos, cemento y otros materiales para la construcción de dicho estadio. También había programas especiales de radio para movilizar a los hinchas colorados en todo Río Grande do Sul, y hasta un jugador de fútbol que luego sería ídolo del club como Falcão llegó a ayudar trayendo material para la construcción.

### Inauguración
El primer partido en este estadio fue un amistoso entre Internacional y Benfica de Portugal, ganado por el equipo local por 2-1. El primer gol lo marcó Claudiomiro, el legendario jugador portugués Eusébio puso el empate y Gilson Porto dio la victoria al Inter.
Los otros partidos del torneo de inauguración fueron:
- Brasil 2-1 Perú

- Internacional 4-0 Peñarol

- Internacional 0-0 Grêmio

### Remodelación para Copa Mundial 2014
El estadio fue remodelado y reinaugurado el 20 de febrero de 2014 con motivo de la Copa Mundial de Fútbol de 2014. En las reformas se prestó especial atención a la mejora de los accesos de los espectadores a sus localidades. El nuevo Beira-Rio cuenta ahora con siete puertas y 17 túneles de acceso a la grada inferior, 14 escaleras internas y 17 ascensores, que conducen también a los 55 palcos y 70 suites.
Se han mejorado los servicios al público, con la construcción de 22 puntos de alimentación en la grada inferior y 44 en la superior, además de ocho baños masculinos y ocho femeninos en cada nivel de las gradas.
Sin embargo, el cambio más visible en relación con el “viejo Beira-Rio” es el techo metálico que cubre todas las localidades, además de las rampas y las puertas de acceso, protegiendo así a los aficionados del calor y la lluvia. Se ha proporcionado comodidad al público, que puede disfrutar ahora de una visión más próxima y sin puntos ciegos del terreno de juego.
En el nuevo recinto también se ha querido hacer hincapié en la seguridad. Desde una torre de control ubicada en paralelo a la línea central del campo, los operadores supervisan las 289 cámaras del estadio.

## Reinauguración
En la víspera del 45 cumpleaños del estadio, el Internacional llevó a cabo una fiesta de reapertura que reunió a grandes jugadores históricos del club a través de homenajes a los ídolos y videos que rememoraron títulos, y grandes logros del Inter desde la apertura del Beira-Rio en 1969. En frente de 45 000 colorados presentes en el estadio, el espectáculo creado y dirigido por Edson Erdmann fueron presentados grandes ídolos del club, entre los destacados Andrés D'Alessandro, Fernandao, Elías Figueroa y Paulo Roberto Falcão, fuertemente identificados con la afición colorada.
Al Juego de reinauguración se invitó al cuadro de Peñarol de Montevideo, en un partido amistoso que marcó el regreso oficial del equipo a Beira-Rio después de 1 año y 4 meses.

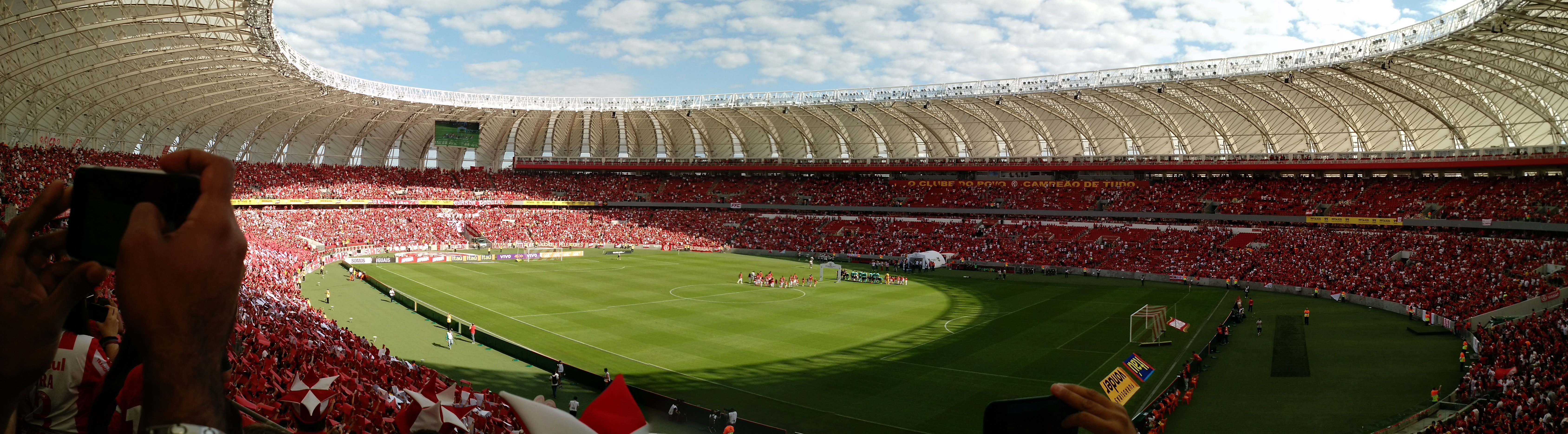
Panorámica del estadio.

| 6 de abril de 2014 | Internacional                     | 2 – 1 | Peñarol             | Estadio Beira-Rio, Porto Alegre,       |                                        |
| 16:00              | Andrés D'Alessandro 4' 15' (pen.) |       | Mauro Fernández 74' | Árbitro(s): Jean Pierre Gonçalves Lima | Árbitro(s): Jean Pierre Gonçalves Lima |

## Eventos

### Copa Mundial de Fútbol de 2014
El estadio acogió cinco partidos de la Copa Mundial de Fútbol de 2014.
| Fecha               | Equipo #1     | Resultado  | Equipo #2    | Ronda                 | Espectadores |
| ------------------- | ------------- | ---------- | ------------ | --------------------- | ------------ |
| 15 de junio de 2014 | Francia       | 3–0        | Honduras     | Primera fase, Grupo E | 43 012       |
| 18 de junio de 2014 | Australia     | 2–3        | Países Bajos | Primera fase, Grupo B | 42 877       |
| 22 de junio de 2014 | Corea del Sur | 2–4        | Argelia      | Primera fase, Grupo H | 42 732       |
| 25 de junio de 2014 | Nigeria       | 2–3        | Argentina    | Primera fase, Grupo F | 43 285       |
| 30 de junio de 2014 | Alemania      | 2–1 (t.s.) | Argelia      | Octavos de final      | 43 063       |